# Ugo De Censi
Ugo De Censi (Berbenno di Valtellina, 26 gennaio 1924 – Lima, 2 dicembre 2018) è stato un presbitero e missionario italiano, membro dei salesiani e cofondatore dell'Operazione Mato Grosso.

## Biografia
Secondo di 6 figli, dall'età di 9 anni venne messo assieme al fratello Ferruccio nel collegio del paese accanto, dall'altra sponda del fiume Adda. Con l'appoggio del fratello (che aveva la stessa intenzione) scelse di diventare un salesiano.
Nel 1940 suo padre Vincenzo partì in guerra, sua madre Orsola morì.
A causa della spondilite tubercolare fu costretto per diversi anni in ospedale, ed alcuni sacerdoti temettero che non sarebbe riuscito a prendere i voti. Concluse gli studi laureandosi in teologia ed in scienze politiche; venne ordinato sacerdote l'8 marzo 1951.

## La missione
Una tappa molto importante della sua vita fu la casa-salesiana di Arese in provincia di Milano. Ad Arese i salesiani gestivano il locale Riformatorio, e don Ugo vi operò per quasi 20 anni. Nel 1965 partecipò a Roma al XIX capitolo generale dei salesiani dove incontrò padre Pedro Melesi inviato come rappresentante dei salesiani dell'America Latina. Padre Pedro era missionario a Poxoreo (Brasile) precisamente nello stato del Mato Grosso. Don Ugo fu colpito dalla sofferenza e dalla miseria che padre Pedro gli raccontò circa il Brasile; gli promise d'aiutarlo. Padre Pedro fu invitato a soggiornare durante l'estate alla casa di montagna della Casa Salesiana di Arese a Ponte in Val Formazza: parlò con i giovani, ivi ospiti, fu ascoltato .. durante l'inverno dopo l'incontro col missionario, Don Ugo, con altri due salesiani, raccolsero fondi e gente per andare nell'estate successiva a dare un po' d'aiuto a padre Pedro. nella sua Missione nell'America Latina. Nell'estate del 1967 ci fu la prima spedizione concretizzata con la costruzione di un centro giovanile a Poxoreo.
Le richieste aumentarono e molti altri ragazzi si unirono alla causa di Don Ugo, nacque così l'Operazione Mato Grosso.

### La partenza
Per dieci anni don Ugo seguì i ragazzi dell'Operazione Mato Grosso in Italia e in Missione. Li seguiva personalmente, aiutandoli nella spola tra l'Italia e l'America Latina. Nel 1976 partì anche lui.
Andò a Chacas (Ancash-Perù), un paesino dell'allora prelatura territoriale di Huarí a 3400 m d'altezza, nella Cordillera Blanca a circa 600 km da Lima, nella povera e isolata zona di Conchucos. Desiderava solo di stare povero tra i poveri. Poi le evidenti necessità della gente lo costrinsero a dare vita al grande complesso che oggi è visibile a Chacas.

### Le scuole
Nel 1979 aprì la prima scuola d'intaglio del legno all'insegna di Don Bosco. Fin dall'inizio questa ha funzionato come un internato gratuito, dove gli alunni ricevono istruzione, formazione professionale, vitto e alloggio. Gli allievi vengono accolti, dopo essere stati scelti tra molti candidati, in considerazione della povertà della famiglia e della bontà del ragazzo. La scuola dura 5 anni, secondo quanto previsto dai programmi delle scuole superiori. Il governo riconosce questi studi e alla fine rilascia agli alunni la qualifica professionale d'intagliatori del legno. Alla fine del 2007 i Talleres sono molti e contengono circa 800 ragazzi. Visto la buona riuscita del progetto don Ugo creò altre scuole, ma di stampo femminile. Oggigiorno 400 ragazze sono ospitate in questi centri di formazione.

### Gli oratori
Oltre alle scuole d'intaglio padre Ugo creò anche degli oratori sulle Ande per riuscire ad accogliere tutti i ragazzi che non trovavano posto nelle scuole e per dar loro un aiuto concreto (la maggior parte dei bambini non aveva nemmeno le scarpe). Lo stesso padre Ugo diceva: 
Con gli oratori e le scuole di formazione Padre Ugo creò anche sei istituti pedagogici sempre a nome di Don Bosco. Costruì inoltre un seminario che nel 2007 conta una quarantina di chierici.

### L'ospedale e le opere recenti
Con l'aiuto dei volontari-missionari costruì anche un ospedale, visto che in Perù non esiste un'assistenza sanitaria gratuita e le cure ed i medicinali sono molto costosi. Dal 1994 esiste un ospedale dedicato a Mama Ashu ovvero la Madonna Assunta. I fondi per la costruzione dell'ospedale, come per la maggior parte delle altre costruzioni, sono stati raccolti dall'O.M.G. e si sono concretizzati con l'aiuto gratuito delle persone. Grazie alle donazioni della diocesi di Milano portò a termine una casa di riposo per anziani a Pomallucay, inaugurata dal cardinale Martini.
Nell'ultimo periodo della vita ha contribuito a costruire case per bambini abbandonati e orfani, molte delle quali già terminate.

## Rapporti con i salesiani
I suoi rapporti con i salesiani (l'Istituto religioso cui egli appartiene) non sono sempre stati buoni, in particolare negli anni settanta, quando la lontananza dall'Italia li ha comunque un po' allentati. Nonostante tutto l'istituto ha generalmente visto in lui un punto di riferimento (anche se alcune volte i sacerdoti temevano che padre Ugo si accollasse troppe responsabilità), tanto che - ma solo nel 1992 - gli consentirono ufficialmente di seguire la sua organizzazione con la formula Absentia a Domo Ratione Apostolatus ovvero Assenza dalla casa religiosa per motivazioni apostoliche.